# Listă de municipalități din statul Aguascalientes
Statul federal mexican Aguascalientes este subdivizat în 11 municipalități conform originalului din spaniolă, municipios.

## Municipalități
| Cod INEGI | Municipalitate            | Sediul municipalității    | Populație (în 2010) | Suprafață (în km2) |
| --------- | ------------------------- | ------------------------- | ------------------- | ------------------ |
| 001       | Aguascalientes            | Aguascalientes            | 797.010             | 1.178,85           |
| 002       | Asientos                  | Asientos                  | 45.492              | 547,74             |
| 003       | Calvillo                  | Calvillo                  | 54.136              | 931,26             |
| 004       | Cosío                     | Cosío                     | 15.042              | 128                |
| 005       | Jesús María               | Jesús María               | 99.590              | 499                |
| 006       | Pabellón de Arteaga       | Pabellón de Arteaga       | 41.862              | 199.33             |
| 007       | Rincón de Romos           | Rincón de Romos           | 18.828              | 376,77             |
| 008       | San José de Gracia        | San José de Gracia        | 8.443               | 856                |
| 009       | Tepezalá                  | Tepezalá                  | 19.668              | 231,72             |
| 010       | El Llano                  | Palo Alto                 | 18.828              | 500                |
| 011       | San Francisco de los Romo | San Francisco de los Romo | 35.769              | 139,54             |